# Oliver Hazard Perry
Oliver Hazard Perry, né le 23 août 1785 à South Kingstown sur Rhode Island et mort le 23 août 1819 sur l'île de la Trinité, est un commodore de la marine américaine notable pour la victoire navale décisive du lac Érié lors de la guerre anglo-américaine de 1812.

## Biographie
Fils du capitaine Christopher Raymond Perry et de Sarah Wallace Alexander, c'est un descendant direct de William Wallace. Il est le frère aîné du commodore Matthew Perry.
Il arborait un drapeau reprenant les derniers mots de James Lawrence.

Drapeau d'Oliver Hazard Perry.